# Philharmonie der Nationen
Die Philharmonie der Nationen ist ein Symphonieorchester mit Verwaltungssitz in Hamburg, gegründet von Dirigent Justus Frantz. Es steht unter dem Motto „Frieden und Völkerverständigung“ und setzt sich überwiegend aus Musikern aus Osteuropa zusammen. Nach eigener Aussage finanziert sich das Orchester durch Spenden und Zuwendungen des Fördervereins, ohne Inanspruchnahme öffentlicher Gelder.

## Geschichte
Die Philharmonie der Nationen wurde 1995 von Justus Frantz als professionelles, international besetztes Orchester gegründet. Seitdem absolvierte das Orchester zahlreiche Auftritte und Tonaufnahmen. Es gilt als weltweit renommiert und Justus Frantz’ musikalisches Lebenswerk.
Im Zusammenhang mit dem Konkurs der Philharmonie der Nationen Konzertmanagement GmbH gab es im Jahr 2001 Ermittlungen gegen Justus Frantz, der jegliche Beschuldigungen in diesem Zusammenhang zurückwies. Als Folge der Gründung der Philharmonie und verschiedener Trägergesellschaften geriet Justus Frantz offenbar in wirtschaftliche Schwierigkeiten. Es kam zum Streit mit dem Förderverein. Im Mai 2010 erklärte Justus Frantz, dass die Querelen mit dem Förderverein ausgestanden und alle Schulden beglichen seien.
Trägergesellschaft ist heute die Philharmonie der Nationen GmbH. Von 2012 bis zu seinem Wechsel 2013 zur Südwestdeutschen Philharmonie Konstanz war Beat Fehlmann Geschäftsführer. Im August 2013 übernimmt Robert Hille – zuvor Geschäftsführer der Hamburger Camerata – das Amt. Seit 2014 erledigt Christian Lorenz mit einer Kulturagentur die Geschäftsführung.
Im Oktober 2018 musste die Philharmonie der Nationen Insolvenz anmelden; kurz zuvor hatte sich Justus Frantz aus der Geschäftsführung des Unternehmens zurückgezogen.
Reinhold Würth, langjähriger Sponsor des Orchesters, erklärte sich bereit, ausstehende Gagenforderungen in Höhe von einer Million Euro zu übernehmen. Dennoch kam es anschließend zum Zerwürfnis zwischen Würth und Frantz, in dessen Folge Würth die Kooperation beendete und sich verstärkt dem Aufbau der Würth Philharmoniker widmete, die sich teilweise aus ehemaligen Mitgliedern der Philharmonie der Nationen rekrutieren.

## Konzerttätigkeit
- 1996: Begleitung des Staatsbesuchs des deutschen Bundespräsidenten in China.
- 1998: Offizielles Orchester der Operalia, eines Gesangswettbewerbs von Plácido Domingo.
- 1998: Auftritt zum „Tag der Vereinten Nationen“ im Vollversammlungssaal der UNO in New York
- 2000: Aufführung in der Kuppel des Berliner Reichstagsgebäudes als Zeichen gegen Rechtsradikalismus in Deutschland
- 2001: Privatkonzert bei Papst Johannes Paul II. auf Castel Gandolfo.
- 2001: Solidaritätskonzert zugunsten der Opfer des 11. September in der Hamburger Michaeliskirche.
- 2002: Konzertreise durch den östlichen Mittelmeerraum, u. a. Auftritt im Amsterdamer Concertgebouw
- 2003: Festakt im Konzerthaus am Gendarmenmarkt anlässlich der Aufnahme der Originalhandschriften der 9. Sinfonie von Ludwig van Beethoven in das UNESCO-Weltdokumentenerbe-Verzeichnis, zusammen mit dem Kaunas State Choir
- 2006: Eröffnungskonzert in Sibiu anlässlich des Status der Stadt als Europäische Kulturhauptstadt 2007
- 2012–2015: Verschiedene Konzerte in Deutschland unter anderem auf dem Schleswig-Holstein Musikfestival und dem Rheingau Musik Festival.

## Musiker
Die Musiker der Philharmonie der Nationen stammen aus vierzig Nationen und fünf Kontinenten.
Musiker bis zum Alter von 35 Jahren können sich per Lebenslauf und Einsendungen von Arbeitsproben auf CD oder Video bewerben und werden nach der Qualität ihrer Einsendungen ausgewählt. Darüber hinaus gibt es keine Vorspieltermine.

## Der Förderverein
Ein Förderverein unterstützt die Arbeit des Orchesters u. a. durch Förderprogramme für einzelne Musiker. Der Vorstand setzt sich neben Orchesterleiter Justus Frantz als Vorsitzenden aus Norman Bach (2. Vorsitzender) und Otto Bernhardt (Schatzmeister) sowie einer Reihe von Beisitzern zusammen. Ein weiteres Gremium ist das Kuratorium, dem Stephan Paxmann als Generalsekretär, Otto Schily als Präsident sowie Altbundeskanzler Helmut Schmidt, und Friede Springer als Ehrenvorsitzende angehören.
Im Jahr 2000 hatte der Verein laut Presseberichten 5000 Mitglieder. Konflikte mit dem Vorstand führten 2009 zu einer Strafanzeige von Justus Frantz gegen zwei Vorstände des Fördervereins. Die Vorwürfe lauteten Veruntreuung von Spendengeldern sowie Verleumdung und üble Nachrede. Der Vorstand formulierte im Gegenzug schwerwiegende Vorwürfe gegen Frantz. In Folge wurde der alte Vorstand im März 2010 abgelöst und Justus Frantz als Vorsitzender in den Vorstand des Fördervereins gewählt.
Hauptsponsor des Orchesters ist 2013 die Würth-Gruppe; als weitere Sponsoren werden die Schott AG, das Schweizer Unternehmen Mont Blanc sowie ein Champagner-Versandhandel genannt.

## Preise und Auszeichnungen
- 1994 Brahms-Preis der in Heide ansässigen Brahms-Gesellschaft Schleswig-Holstein[22]
- 2005 Würth-Preis der Jeunesses Musicales Deutschland